# Finsternthal
Finsternthal is een plaats in de Duitse gemeente Weilrod, deelstaat Hessen, en telt 149 inwoners (2005).